# Teluk Kasai Rambahan
Teluk Kasai Rambahan is een bestuurslaag in het regentschap Tebo van de provincie Jambi, Indonesië. Teluk Kasai Rambahan telt 4359 inwoners (volkstelling 2010).